# Florian Hinterberger
Florian Hinterberger (Ratisbona, 8 dicembre 1958) è un dirigente sportivo, allenatore di calcio ed ex calciatore tedesco, di ruolo centrocampista.

## Palmarès

### Giocatore

#### Competizioni internazionali
- Coppa UEFA: 1

Bayer Leverkusen: 1987-1988